# Johnny LK
Johnny LK（ジョニー・ルカ）は、日本のLEDパフォーマー。マジシャン。音楽配信者。
4人組パフォーマンスチームPINOZ（ピノズ）に所属。
主な略称はジョニー、ジョニさん。
2021年6月～8月には日本一のマジックショーが見れるお店、海と魔法のレストラン「マジックオーシャン」にて出演。自身の表現をつきつめる為に現在は音楽制作もしている。

## 関連人物
- 杉森茜
- Chi-to
- Giraffe

パフォーマンスチームPINOZとして一緒に活動。